# Playa El Chupadero
La Playa "El Chupadero" se encuentra en el municipio de Tecomán, en Colima, México. Es una extensa playa de arena de color gris que se extiende sobre una amplia franja de pendiente suave y posee un oleaje tranquilo. A este lugar se accede por el camino de terracería de 2 km, al terminar la carretera del Ahijadero. 
Actualmente cuenta con un excelente restaurante donde se ofrecen platillos elaborados en con mariscos del mismo lugar como son robalo, liza, jaibas, moyos, pargo, cuatete y los sabrosos chacales especie representativa de este vaso lacustre. 
En ese lugar se ubica también el estero del mismo nombre (Estero "El chupadero") y en sus tranquilas aguas verde-azulosas y verde-ocres según la temporada funciona una cooperativa de pescadores conducida adecuadamente por su actual presidente, el C. Cecilio Bonilla Rodríguez, quien con una atinada gestión ante autoridades gubernamentales ha sabido atraer programas de manejo, conservación y empleo temporal, es de resaltar el apoyo del actual delegado de la Semarnat, con los programas de empleo temporal, protección y mejoras al ecosistema manglar y lacustre.
Entre las características más importantes podemos mencionar las siguientes: está rodeado con un bosque de manglar de cuatro especies, mangle blanco, mangle rojo, mangle botoncillo y mangle caballero; el cual sirve de refugio a diversas especies de aves y mamíferos entre los más importante se encuentran, garzas, pichichis, jacas, gallaretas, gaviotas, pelícanos, patos buzos, huilotas, palomas alas blancas, venados cola blanca, chachalacas, jabalíes, tlacuaches, armadillos, iguanas, serpiente, caimanes, boas, moyos, lizas, mojarras, carpas, robalo, timpizas, fureles, sábalo, pargo, bagre, águila pescadora entre otros.
https://www.youtube.com/watch?v=ahfwhpPNlf4
https://www.youtube.com/watch?v=rm8rxU682kw
- Datos: Q6078362